# 塔伊邦阿戈迪诺
塔伊邦阿戈迪诺（義大利語：Taibon Agordino），是意大利威尼托大区贝卢诺省的一个市镇。总面积89平方公里，人口1795人，人口密度20.2人/平方公里（2009年）。国家统计（ISTAT）代码为025059。